# Zorka Sever
Zorka Sever  (Popovača, 29. ožujka 1894. – Zagreb, 21. kolovoza 1973.) bila je slikarica, sakupljačica narodne umjetnosti, spisateljica, ilustratorica, kostimografkinja i učiteljica.

## Životopis Zorke Sever
Ovaj životopis temelji se na vlastitim razmišljanjima i zaključcima umjetnice Zorke Sever, što ih je tijekom godine iznosila u razgovorima sa svojim kćerkama. U tekst su uneseni i Zorkini autobiografski zapisi iz 1958. i 1972. godine. Važne podatke o njezinu životu i radu pružaju datirane slike (1906. – 1973. ) i njezina obilna korespondencija, zatim članci i ilustracije što ih je objavila u dnevnom tisku i časopisima, pa i katalozi njezinih izložaba. Sva je ta građa pohranjena u obiteljskom arhivu. Od 1906. – 1973. Zorka je izradila 1709 umjetničkih djela.,(str.5)

### Od rođenja 1894. god. do kraja Prvog svjetskog rata 1918. god.
Zora Olga pl. Getz rodila se 29. ožujka 1894. u Popovači, u kući Josipa Severa st. Sedam godina ranije u istoj se kući i u istoj sobi rodio njezin budući suprug, Josip Sever ml. Krstila se je u crkvi u Voloderu, jer u Popovači još nije bilo crkve, pa joj u krsnom listu upisan Voloder kao mjesto rođenja. Potpisivala se je kao Zorka ili Zora Getz nakon 1906., a nakon udaje Zorka Sever. Samo na par ranih slika potpisala se s „Tepec“, nadimak koji joj je dao otac. Isto tako, na par slika za svoje kćeri potpisala se je s „mama“ ili „mamica“, a na par slika za unuke s „Baba“).
Zorkin otac, Đuro pl. Getz, bio je mjernik u Popovači. Tu je unajmio stan i u njemu živio sa suprugom Bertom. Bertina majka Amalija, rođena pl. Kušević, udala se za Gjuru Pilipića. Gjuro i Berta, upoznali su se u Kutini, a zatim su se preselili u Popovaču. Bertin je otac tada u Kutini bio katastarski ravnatelj. Te je godine Gjuro preuzeo mjesto blagajnika vatrogasnog društva u kojem je Josip Sever st. aktivno djelovao kao zapovjednik. Getzovi borave u Popovači samo tri godine, a 1897. sele u Jastrebarsko. U obitelji pl. Kuševići Getz cijenila se ljepota i njegovala umjetnost pa nije čudo što trogodišnja Zorka želi da joj otac iz Zagreba donese na dar “farbice”. Već od treće godine poznavala je sve komplementarne boje i od tada pa do smrti, nije se od njih dijelila. Slikanje je za nju bilo životna potreba.
Od 1901. do 1904. god. Zorka iz Jastrebarskog pohađa školu u Jamnici. 
U periodu od 1905. – 1908. god. roditelji i dalje žive u Jastrebarskom sa Zorkinom braćom Ivkom, Aleksandrom, Danicom i Milkom. Zorka odlazi u Zagreb. Boravak u privatnom internatu u Mesničkoj ulici koji vodi jedna Švicarkinja, omogućio joj je upoznavanje nekih kasnije značajnih ljudi, a razgovor isključivo na njemačkom jeziku, pomogao joj je svladavanje istog. Upisuje se u višu djevojačku školu u Draškovićevoj ulici. Tamo upoznaje Ankicu Krizmanić, koja joj poklanja svoj akvarel iz 1908. Što ga je izradila s dvanaest godina, a prikazuje Ankičinu bolesnu majku. Ta mladenačka prijateljska veza budućih slikarica traje od 1908. do 1912. godine.
Godine 1906. Za vrijeme školskih praznika Zorka putuje k roditeljima u Jastrebarsko, gdje u akvarelu slika dvorište kuće u kojoj su stanovali njezini roditelji. Bilo joj je tada dvanaest godina. Sliku energično potpisuje Zora Getz. Godine 1908. Zorka polaže malu maturu. Sljedeće godine nastavlja školovanje, pohađa peti razred više djevojačke škole. Godine 1910. Upisuje se u šesti razred više djevojačke škole, ali nakon nekoliko dana se ispisuje i upisuje u privatnu školu Tomislava Krizmana na (Jelačićev trgu 4, prvi kat). Tu se ponovo sastaje s Ankicom Krizmanić. Sjede u istoj klupi. Ankica je u razredu najmlađa – njoj je četrnaest godina, a Zorki šesnaest godina. Iz Zorkinih bilježaka (1972.) doznajemo da su Ankica i Zorka tada bile najbolje učenice u slikanju. Tu godinu Zorka provodi ferije u Jastrebarskom, kod roditelja. Tu ugljenom i olovkom crta svoju majku Bertu i oca Gjuru, a posebno djeda Gjuru Pilipića. Sljedeće godine nacrtala je karikaturu seoskog čudaka Pepa i slika svog brata Aleksandra s velikim šeširom. 
Kao izvrstan pedagog u višoj je djevojačkoj školi djelovala prof. Ankica Bestalli. Zorki i Ankici dala je temeljno znanje o slikarstvu, osobito u tehnici pastela. Postignuvši u toj tehnici zamjernu vrsnoću, Zorka se je njome služila do smrti. Te godine Zorka donosi važnu odluku, prekida školovanje kod Krizmana i upisuje se u Učiteljsku školu sestara milosrdnica u Zagrebu. Tu joj je vrlo dobar nastavnik iz slikarstva prof. Maša Janković.
Godine 1912. portretira u akvarelu Ankicu Krizmanić, lijepu šesnaest-godišnju crvenokosu djevojku s debelom pletenicom i s uvojcima na čelu. Te godine Zorkini roditelji iz Jastrebarskog prelaze u Zagreb i stanuju na Prilazu. Iz Zorkinog dnevnika doznajemo da je učiteljsko zvanje izabrala zbog materijalnih razloga. Studiju slikarstva namjeravala se je vratiti kada riješi pitanje egzistencije. (str.18)
Godine 1913. za vrijeme praznika, Zorka u Ladislavcu posjećuje baku Getz, rođenu pl. Forko, koja živi u rodnoj kući Getzovih, u kuriji s početka 19. stoljeća. Tada Zorka svoju baku portretira u akvarelu.
Gjuro, Zorkin otac, imao još dva brata: Janka, pravnika, oženjenog u Zlataru, i Franca, koji po završenoj gimnaziji živi na imanju u Ladislavcu.
Godine 1914. u Zagrebu, u smočnici roditeljskog stana, Zorka slika u akvarelu žanr-sličicu “Miševi i orasi”. Umjetnica bilježi:  “Kad sam vidjela miša kako jede orah, polako sam se iskrala iz smočnice, mišu sam dodala još oraha i uzela boje. Tako mi je u miru pozirao”. Zorka maturira na učiteljskoj školi, i odmah traži mjesto učiteljice. 
Zorka se je zaljubila u liječnika koji je boravio u stanu njezinih roditelja u Zlataru. Iste godine Zorka je rodila izvanbračnog sina Vojislava, koji će ostati živjeti u Zlataru, sa Zorkinim roditeljima. Vojislavov otac uskoro umire. Zorkin sin Vojislav Getz će umrijeti 1973. , nekoliko mjeseci prije Zorke.
Zorka dobiva mjesto učiteljice 1915. god. u mjestu Potok, četiri kilometra udaljenom od Popovače. Iste godine upoznaje svog budućeg supruga, Josipa Severa ml. koji se, kao austrougarski časnik s ratišta vratio kući na “urlaub” (odmor). Svake godine ujesen, prije školske obuke, Josip Sever st. i njegova supruga Ana, rođena Kostalović, pozivali bi u svoju kuću učitelje iz obližnjih sela i školskog nadzornika da bi se na vrtnoj zabavi međusobno bolje upoznali. Bio je to sudbonosan susret za Zorku i Josipa. Zaručili su se prije Josipova povratka na bojište. U zlu i dobru, živjeli su sretno, jer su se znali radovati malim stvarima i jer su zajednički djelovali na području širenja kulture u voljenoj Moslavini.,(str.7,8) Tako se mlada učiteljica udala i odrekla svog sna o studiju slikarstva u europskim gradovima, kamo je otišla njezina kolegica Anka Krizmanić.
Godine 1916. Zorka slika u akvarelu autoportret i dva akvarela s temom: “Iz moje školice”. Za jednog posjeta Popovači 1918. god. slika u akvarelu Josipovu majku Anu.

### Od 1919. god. do kraja Drugog svjetskog rata 1945. god.
Za vrijeme boravka u Potoku 1919. god., Zorka je u pastelu naslikala mlinaricu Baru Miserić kod koje je stanovala i hranila se. Dana 24. rujna 1919. Zorka i Josip vjenčali su se u Zlataru, a u kući mladenkinih roditelja bila je svadba. Nakon vjenčanja Zorka je promijenila prezime Getz u Sever. Otputovavši nakon vjenčanja u Zagreb, živjeli su u Jurjevskoj ulici br. 25 u prizemlju. Josip je skinuo uniformu austrugarske vojske i radio u računovodstvu Financijske direkcije u Gornjem gradu, u Opatičkoj ulici 20a, stanovao je u Mletačkoj ulici 25. Zorka napušta učiteljsko mjesto. Prije početka Prvog svjetskog rata, Josip je završio klasičnu gimnaziju, učiteljsku školu i Višu gospodarsku školu u Križevcima. Bio je kraće vrijeme ravnajući učitelj u Šegrtskoj školi u Sesvetama Podravskim.

Godine 1921. Zorka posjećuje Popovaču, i slika u akvarelu svog svekra Josipa st. Potkraj te godine, Zorkin se suprug vraća s liječenja u Aflenzu, u Austriji. Josip Sever st. sastavlja oporuku. Imanje ostavlja sinovima, a sam se seli u svoj vinograd Borik, sedam kilometara udaljen od Popovače. Zorka i Josip napuštaju Zagreb i prelaze na imanje Severovih, u Popovači, gdje im se 1923. god. rodila kćerka Višnjica.

Zorka s djetetom posjećuje roditelje u Zlataru 1925. , u akvarelu slika kćerku Višnjicu u krevetiću. Iste godine, u akvarelnoj tehnici izrađuje sliku dr. Jaroslava Havličeka, liječnika iz Podbrđa, a u pastelnoj tehnici kravara Jureka Orsaga. Godine 1927. Zorki i Josipu rađa se druga kćerka –Ružica. 
Zorka, članovi njene obitelji i prijatelji poduzimaju mnoge izlete u Moslavačku goru, do srednjovjekovnih gradova Garića, Jelengrada i Kaludjerovog groba, pa i do Lonje. Vozili su se na kolima za sijeno. Na sjedišta, također od sijena, prekrivena gunjevima, smjestila bi se obitelj Sever i Ćuk s djecom. Zorka je redovno sa sobom ponijela i boje, a Josip je nosio i dasku na kojoj je slikala; umjesto stalka poslužila su njegova leđa. Na izlete i šetnje uvijek su išli zajedno. Tada je Zorka svoje dojmove ostvarivala na papiru, u pastelnoj tehnici. Slikala je stare gradove, ljude, životinje, gorske livade, bukove i hrastove šume, seosku arhitekturu, Cigane. Pritom se služila lijevom i desnom rukom, a katkad u isti čas i sa svih deset prstiju. Činilo se kao da udara po klavijaturi. Izvrsno se snalazila sa sićušnim komadićima pastelnih kreda, koje je hitro vadila iz piljevine u drvenoj kutiji. Bilo je uvijek zagonetno kako se u toj piljevini snalazi i kako prepoznaje pojedinu boju. Na zajedničkim izletima, sudac iz Kutine, povjesničar Juraj Ćuk, imao je zadatak da nam prikaže povijest starih gradova, a Josip je prema gradinama sjekiricom krčio put kroz gustu i visoku paprat. Za vrijeme vrlo hladne zime 1929. god. Josip i Zorka dojurili su na sanjkama u vinograd u Boriku po Josipova oca, da ga odvezu k sebi i da s njim provedu Božićne dane, i tada Zorka slika svoga svekra koji se uputio u svoju klijet. S lijeve se strane naziru jele. Svekar je naime, svakoga Badnjaka u Boriku odsjekao po jednu jelu da u Popovači bude božićno drvce. Zorka priča: “Boje su se za vrijeme slikanja smrzavale, ali hladnoću sam izdržala i sliku sam završila”. 
Sljedeće godine u Kopenhagenu (sa ženskom udrugom na svjetskoj izložbi), zatim u Bruxellesu i Daruvaru Zorka priređuje izložbu narodnog veziva i slika s moslavačkim motivima. Na svjetskoj izložbi u Barceloni, gdje je preko Obrtne komore putovala i njezina izložba, Zorka izlaže narodno vezivo i slike s moslavačkim motivima. Dobiva prvu nagradu za najljepšu nošnju. Iste godine izlaže u Daruvaru,(str.37) i Osijeku s istom temom, te i tu dobiva prvu nagradu. Narodno vezivo Zorka skuplja od prvog dana učiteljevanja do smrti. Imala je krasnu i vrijednu zbirku koja se danas čuva u Muzeju Moslavine u Kutini. Tu je pohranjeno i nekoliko njezinih slika vezanih uz Popovaču. U obitelji su se čuvali rukom slikani albumi s prikazom moslavačkih običaja i tamošnjeg veziva. Zorka je preslikala s originalnih odijela, peča, poculica, parta, plahtića, prezglavnica u rukom slikane albume s prikazom moslavačkih običaja. Slikama je dodavala vlastite komentare.,(str.8)
Severove je često posjećivao prof. Dragutin Renarić, akademski slikar i grafičar. I njega je umjetnica naslikala u akvarelu 1930. god., slika je izložena u Trijemu u Popovači. Godine 1932. god. u staroj školi u Popovači Zorka izlaže narodno vezivo i slike. Počinje se baviti kostimografijom. Kreira kostime za dječje igrokaze, pa i za Crvenkapicu Vladimira Nazora, uz glazbu Mladena Širole. Josip prati igrokaz na harmoniju. 
Sakrivena iza jednog antiknog stupa u Solinu 1933. god., Zorka crta don Franu Bulića za vrijeme njegova predavanja. Crtež se don Frani svidio pa je Zorka dobila njegov autogram. Osim slikarstvom i skupljanjem narodnog blaga, Zorka započinje i svoju literarnu djelatnost, 1934. god.  piše o don Frane Buliću i prilaže njegov portret u olovci. U časopisu "Obitelj" javlja se prilogom o narodnom vezivu. U tijeku kasnijih godina, objavljuje razne članke, dječje priče i pjesme.,(str.11)
Godine 1935. Pastelnom tehnikom slika kćerku Višnjicu u haljinici. Te je godine često posjećuju cigani. Tada je nastala pastelna slika lijepe ciganke Marije. Piše priče za djecu; objavljuje ih 1936. god. najviše u "Obitelji", ali i u časopisu za djecu "Maloj mladosti", "Našoj ženi", "Svijetu", "Prirodi"" i "Hrvatskom dnevniku".,(str.106) Osam slikovnica za djecu, s ilustracijama i pjesničkim tekstom, ostalo je neobjavljeno. Izlet na Garić-grad, i nepoznate ljepote Moslavine opisuje 1937. god. u časopisu "Svijet". Bivše učiteljice Ema Banderier i Zorka Sever su aktivno sudjelovale u prikupljanju novca za gradnju crkve u Popovači pišući pjesme i igrokaze, a Zorkin suprug Josip bio je tajnik u Upravnom odboru za gradnju crkve i prvi svirač na harmoniju u crkvi. Zorka slika u akvarelu skicu za prozor crkve u Popovači,(str.8,9) crkva Sv. Alojzija Gonzage u Popovači dovršena je i posvećena 1938. god., posvetio ju je Alojzije Stepinac, a tom prilikom je "Društvo za izgradnju crkve" poklonilo nadbiskupu Zorkinu sliku popovačke crkve "Naša katedrala". Tom je prilikom održana izložba slika i narodnog veziva koju su priredili Zorka Sever i Stjepan Šajnović.,(str.18) Godine 1951. Zorka je naslikala "Posljednju večeru", a slika još i danas stoji na zidu korne galerije iznad ulaza u crkvu. Zajedničku diplomu za zalaganje u izgradnji popovačke crkve dobili su 10. lipnja 1938. god. Zorka i Josip Sever, i ona je i danas istaknuta u obnovljenom "Trijemu" u Popovači.,(str.111)  
Slika u pastelu Moslavački grad (dvorac Erdödy), gledan iz Klučarićke, livade na kraju Severova imanja. Godine 1939. piše mnogo dječjih priča koje i ilustrira. Objavljuje ih u književnom tisku i u dnevnim listovima. Iduće godine izlaže u Zagrebu, na skupnoj izložbi s Auerom, Becićem, Renarićem i drugim slikarima. Te je godine u pastelu izradila Bukovu šumu, Ribnjaču i Stari dom u cvijeću. Godinu dana kasnije slika u pastelu kćerku Ružicu u crvenoj haljinici, s pletenicama, i cinije pred ulazom u svoj dom u Popovači.

### Od kraja Drugog svjetskog rata do smrti 1973. god.
U veljači 1946. god. slika kuće prvih susjeda (Labudića i Pavlića), obasjane mjesečinom. Te je godine nakon društvenog prevrata čitava obitelj, poput mnogih veleposjedničkih obitelji, morala nasilno napustiti svoj dom u Popovači. Razlog: Josip Sever je nosio hranu domobranskom časniku Juci Ugarkoviću (zaručniku kćeri Višnjice), i njegovom prijatelju, obojica su bili u bijegu. Tajna služba (OZNA) pronašla je časnike i ubila ih, zakopani su na tajnom mjestu. Njihova tijela su 2011. god. pronađena, i pokopani su na groblju u Popovači

Josip je na odsluženje kazne odveden u logor u Lepoglavi, a Zorka i kćerka Višnjica u KPD u Slavonsku Požegu. Kćerka Ružica odsjedila je mjesec dana u pritvoru u Bjelovaru (kamo je obitelj najprije privedena), a nakon ispitivanja puštena je na slobodu. Najveći dio imovine je konfisciran. Ružica je za maturu učila pred Vojnim sudom čekajući presude, Josip je Ružici poslao limenku u kojoj je čavlom urezao: 5, 7, 13. To su bile godine presude (u prvoj verziji presude Višnjica je bila osuđena na smrt). 
U periodu od 1947. do 1948. god., nakon jednogodišnjeg teškog fizičkog rada u Slavonskoj Požegi, Zorka vodi likovnu sekciju. U svojim spisima kaže:  "Tamo sam izradila tri stotine portreta kažnjenica, rukovoditelja i stražara." Zorka je iz logora puštena na slobodu 1949. god., izrađuje autoportret. Godine 1950. posjećuje kćerku Višnjicu u KPD-u. Tada u pastelu slika požešku aleju. Konačno se cijela obitelj našla na okupu u Popovači 1951. god. Zorka je zadržala životni optimizam i radost za ljepotu prirode, narodnog rukotvorstva i umjetnost., (str.12) Među sačuvanim radovima iz tog razdoblja ističu se portreti Kaje Pereković iz 1947, Slavonke Ane iz 1947. , Vlaste Arnold, "Grosice" (Manda Crnković). Svi su portreti vrlo studiozno slikani sa supatničkom toplinom i razumijevanjem. To su blijeda lica sivo uniformiranih žena, očima izražavaju sjetu, tugovanje za slobodom, ili neku ironičnu rezignaciju i duboku odsutnost, kao na portretu "Grosice".,(str.110)
Godine 1953. u staroj školi u Popovači Zorka priređuje izložbu. Zimi 1956. god. posjećuje Zagreb i slika u pastelu prof. dr. Josipa Matasovića, ravnatelja državnog arhiva. Također u pastelu crta svog unuka Hrvoja.
Opet putuje u Zagreb 1958. god., i u pastelu izrađuje Krešimirov trg u snijegu. Godine 1962. u istoj tehnici portretira svog unuka Miljenka. Crta vodopije u Popovači 1965. god. Godine 1968. slika u pastelu Ćukov brijeg. Sljedeće godine ovjekovječuje stari Oblijanov / Obleanov trijem. Te godine Zorka i njezin suprug definitivno napuštaju Popovaču. Sele se u Zagrebu k Josipovu bratu Stjepanu (na adresi Hercegovačka ulica 73, i na toj adresi ostaju do kraja života). Josip umire 21. ožujka 1970. u Zagrebu. Prevezen je u Popovaču i tamo pokopan. Iduće godine Zorkina kćer Ružica sa suprugom dogradila je jedan kat u Hercegovačkoj 73, i Zorka se premješta kod njih.

S Dragicom Cvek i Mijom Kuzmičem Zorka izlaže u Voloderu 1971. god. Iduće godine u Muzeju Moslavine u Kutini Zorka priređuje samostalnu izložbu svojih radova. Tijekom 1973. god. upušta se u novu tehniku slikanja uljenim bojama na staklu, potok Jelenska. Pred smrt eksperimentira u novoj tehnici slikanja bojama za keramiku i topljenim staklom koju primjenjuje na podlogu keramičkih pločica na dva stolića s cvjetnim motivom. U pastelu nastaje posljednja Zorkina slika: Maslačak. Neposredno prije smrti izjavila je: “Najljepši i najvredniji dar Božji je ljubav. Jedino zbog nje isplati se živjeti”. Zorka Sever umire 21. kolovoza 1973. u Zagrebu. Pokopana je u Popovači, u istom grobu kao i njen suprug Josip ml. i njegovi roditelji (Josip st. i Ana).

### Postumno: izložbe i priznanja
- Od 1972. god. u spomen na Zorku Sever u sklopu likovnog društva Moslavački krug, djeluje i Likovna kolonija „Zorka Sever“ , ranije na čelu s pok. Kovač Đonijem[8] i s tajnicom Ljiljanom Kerepčić, a od 2018. god. koloniju vode Nina Nikić i Krešimir Kovač.
- Pod naslovom ”Iz starog albuma” Zorkini pejzaži i cvijeće postumno su izloženi 1982. god. u Aktivu žena u Zagrebu (Ulica Jurja Žerjavića 6.).
- Godine 1994. u Domu kulture u Popovači otvorena je retrospektivna izložba slika Zorke Sever povodom 100 godina njenog rođenja.
- U obnovljenom malom trijemu u središtu Popovače dana 24. listopada 2003. god. smještena je osebujna Donatorska zbirka umjetnina slikarice Zorke Sever (donacije kćeri Višnjice Sever Siglhuber i Ružice Sever Plešnik).[9]
- Hrvatska televizija je snimila 2004. god. kratkometražni filmu „Skica za portret: Zorka Sever”, o životnom putu slikarice i etnografkinje Zorke Sever, i stradanju od 1946. do 1951. godine. U filmu autorice Nade Prkačin sudjeluju Zorkine kćeri Višnjica i Ružica. Film je često repriziran na HTV-u.
- Dana 29. ožujka 2014. god. započeo je Program obilježavanja 'Mjeseca Zorke Sever' posvećenog 120. obljetnici rođenja ove moslavačke umjetnice.
- Održana Večer Zorke Sever u starom trijemu u središtu Popovače, posvećenog 120. obljetnici rođenja. "Večer Zorke Sever" organizirala je Turistička zajednica Grada Popovače u suradnji s Likovnim društvom 'Moslavački krug' uz čitanje poezije i izložbu slika.[10]
- Etnografska zbirka Zorke Sever proglašena je kulturnim dobrom 15. srpnja 2015. god. Ministarstvo kulture na temelju članka 12. stavka 1. Zakona o zaštiti i očuvanju kulturnih dobara i članka 20. stavaka 1. i 2. Pravilnika o obliku, sadržaju i načinu vođenja Registra kulturnih dobara Republike Hrvatske donijelo je rješenje kojim se utvrđuje da se Zavičajna zbirka Zorke Sever - etnografski predmeti, u posjedu Grada Popovače, ima svojstvo kulturnog dobra Oznaka dobra: Z-2836.[11]
- Godine 2018. god. otvorena je nova osnovna škola, na adresi Kolodvorska ulica 36, Popovača, koja zalaganjem mnogih kulturnih radnika iz Moslavine nosi ime po popovačkoj umjetnici Zorki Sever. Taj moderni objekt, osim s 20 učionica i 10 kabineta raspolaže sa sportskom dvoranom i vanjskim terenima koje će osim učenika koristiti i gradske sportske udruge. Dana 6. prosinca 2018. , na dan Svetog Nikole, školu je posjetila predsjednica Republike Hrvatske Kolinda Grabar-Kitarović.[12][13]

## Etnografska ostavština Zorke Sever
Već u ranom djetinjstvu pokazivala je svoju svestranu nadarenost. Tijekom života bavila se sakupljanjem, obradom i crtanjem narodnih nošnji, etno motiva i ostalih etno predmeta, izučavala je književnost, a pisala je i kratke priče i pjesme: (osobito su joj drage bile teme vezane za Uskrs te ih je objavljivala u Obiteljima, ilustriranom časopisu za hrvatsku porodicu.), ilustrirala je dječje slikovnice, a od 1914. god. bavi se slikarstvom. U rafiniranoj tehnici pastela, s lakoćom i prozračnošću koja podsjeća na najbolja impresionistička ostvarenja, Zorka Sever je na svojim slikama ispisala  „malu kulturnu povijest Moslavine“. Istinska autoričina vezanost i ljubav prema rodnom kraju dala je slikama ne samo obilježje autohtonosti i dokumentarnosti, nego je učinila da moslavački pejzaži prerastu u najintimniju i najsuptilniji dio njenog stvaralaštva“ , napisao je Milan Ilić, prof., u predgovoru kataloga Kutinski kulturni krug 1972. Povodom njene samostalne izložbe priređene u muzeju Moslavine u Kutini.
Bila je izuzetni portretist. Naslikala je više od šest stotina lica poznatih i anonimnih ljudi, a u periodu od 1946. – 1949. u logoru u Požegi, naslikala je više od tri stotine portreta zatvorenica, stražara i rukovoditelja.,(str.13)
Ostavština Zorke Sever sastoji se od umjetničkih djela, uporabnih i dekorativnih predmeta, te etno zbirke. U etnografskoj zbirci osim originalnih predmeta, Zorka je svoje stručno znanje i umijeće te slikarsku vještinu usmjerila na ovjekovječenje motiva s moslavačkog tradicijskog ruha.
Etnografskim istraživanjem počela se baviti još u djetinjstvu, nastavila u mladenaštvu, a najbrojnija ostvarenja ipak su nastala u zrelijoj dobi, zapravo od 1914.g. kada se kao mlada učiteljica zapošljava u Potoku, te započinje izučavati i otkupljivati vrijedne predmete. Pretpostavljajući skori nestanak tradicijskih vrijednosti, bilježila je sve nazive i oblike rukotvorskih radova i izvornih djela anonimnih ruku. Veći dio života provela je u rodnoj Popovači, tako da se njena materijalna i duhovna istraživanja, sakupljanje i obrada etno građe odnosi na popovački, odnosno moslavački kraj 19. stoljeće i prve polovice 20. stoljeća.,
U svojim etnografskim svjedočanstvima oživjela nam je „čitav mali svemir tradicionalnih vještina Moslavine i pulsiranja života – od kuće do postelje, od postelje do svake pojedinosti u njenoj opremi, kao i obrnuto – od detalja nošnje do cjeline jedne osobe, da bi završila i zaokružila put slikanjem životne scene u kojima se očituje plemenitost puka“. Ona je etnografkinja, slikarica, lingvistica pjesnikinja i spisateljica.

Nije riječ samo o narodnom blagu, nego o ustrojstvu, organizaciji i vrednovanju života i podijeljenih uloga u tom životu. „To je spoznaja koja zrači iz njenih opisa i objašnjenja“, napisao je u predgovoru kataloga „Umjetnine iz zbirke Zorke Sever“ , dr.sc. Bogdan Mesinger.

### Donacija Zorke Sever u Popovači
sadržava 83 izloška, a predmeti su podijeljeni u četiri cjeline i to:
1. Etnografija
2. Slike – etnografija II
3. Trijem galerija – slike I
4. Predmeti II

U djelu koji nosi naziv Etnografija I, pod rednim brojem 16. Upisan je album slikanih moslavačkih motiva, iz 1940.godine, pod nazivom „Zbirka hrvatskih moslavačkih narodnih uzoraka“ – sakupila ih u narodu i oslikala Zorka Sever, učiteljica, a pod rednim brojem 553 i 554 Inventarne knjige Muzej Moslavine u Kutini, pohranjena su dva albuma s originalnim i oslikanim narodnim motivima. Općini Popovača donacija Zorke Sever uručena je 24. listopada 2003.godine, a albume Zorke Sever, Muzej Moslavine je otkupio 17. lipnja 1967.godine. Album iz Popovače je dobro opremljen i motivi su uredno oblikovani, priređeni i pohranjeni, u odnosu na albume koji se nalaze u etnografskoj zbirci Muzeja Moslavine koji su složeni i zalijepljeni na lošem papiru, te djeluju vrlo nesređeno. Veći dio naslikanih predložaka nalazi se u obje albumske ostavštine.
Dokumentarna vrijednost životnog dijela Zorke Sever je u stručnom obrađivanju etnografskih artefakata, njihovoj izradi kao i upotrebnoj funkcionalnosti elemenata narodne kulture, te njihovoj simbolici.
Naime, kraj svakog Zorkinog predloška napisano je mjesto izvedbe ili nalaza originala, način i tehnika izvedbe, podloga na kojoj je motiv načinjen, pa čak i materijal kojim je taj uzorak izveden. Često opisuje ulogu i značenje boja, motiva, njihovu rasprostranjenost i nestanak. Najčešća mjesta izučavanja su: Popovača, Obedišće, Voloder, Donja Jelenska, Stružec, Okoli, Potok… Mnoge predmete je otkupljivala na sajmu u Popovači, tako da se nalaze i primjerci uzornika iz sela Hrvatske Posavine.
O Zorkinoj etnografskoj ostavštini možemo zaključiti da je svojim preciznim bilježenjem motiva i sakupljanjem originalnih moslavačkih uzornika pristupila kao izuzetna slikarica i istraživačica hrvatskog etnografskog blaga, a njeni radovi, osim umjetničkog, sadrže još i muzeološku, etnografsku i dokumentarnu vrijednost. Zorkini istraživački porivi, kao i kreativni slikarski rezultati tvore cjelinu koja odražava širinu kulture, ali i nadarenost za uočavanje i bilježenje tradicije.,(str.1.,2.)